# Pueblo tastil

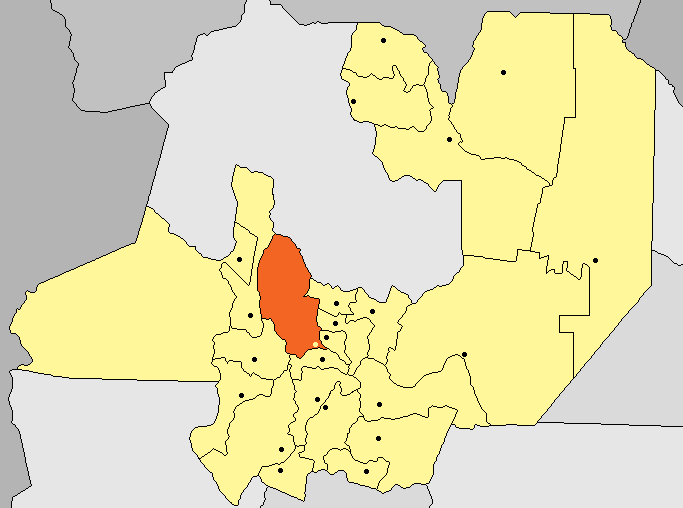
Departamento Rosario de Lerma.

El pueblo tastil es un pueblo indígena de la Argentina ubicado en el municipio de Campo Quijano, Departamento Rosario de Lerma de la Provincia de Salta.
El área que habita el pueblo tastil corresponde a la quebrada del Toro, por la que corre el río Toro (del quechua Turu: barro), la Ruta Nacional 51 y el Tren a las Nubes. En esa zona se hallan las pequeñas localidades de El Alisal, El Mollar, Gobernador Manuel Solá, Ingeniero Maury, El Alfarcito, San Bernardo de las Zorras, El Gólgota, Chorrillos, El Rosal, Santa Rosa de Tastil, Las Cuevas, Capillas, El Toro, Pascha, todas las cuales cuentan con población del pueblo tastil.

## Comunidades
Se halla constituido por 10 comunidades rurales que afirman descender de los antiguos habitantes de Tastil. La mayoría de ellas se hallan en la quebrada del Toro y comenzaron a organizarse en 2000 restableciendo su identidad cultural diferenciándose del pueblo kolla.
Con personería jurídica
- Comunidad Indígena Quebrada del Toro (unas 28 familias)
- Comunidad Indígena El Gólgota
- Comunidad Indígena Incahuasi (fuera de la quebrada del Toro)
- Comunidad Indígena Las Cuevas (unas 30 familias que enfrentan un problema de desalojo)
- Comunidad Indígena Ayllu Valle del Sol

Sin personería jurídica
- Las Capillas
- Pascha (fuera de la quebrada del Toro)
- Los Alisos (unas 80 familias)
- San Bernardo
- Rosal

Los Alisos cuenta con un Consejo de Curacas (jefes de familia) y recibió personería jurídica en 2003. Se reconoció como descendiente de la cultura tastil en 2006.
La mayoría de sus miembros son campesinos dedicados a la agricultura para su propio consumo y al pastoreo de cabras, ovejas y vacunos, pero otros se ocupan de realizar artesanías para la venta a turistas. Gran parte de los jóvenes emigran a la Ciudad de Salta, por lo que la población es mayormente de edades extremas. En general no son dueños de las tierras que trabajan.

## Restablecimiento de la identidad cultural tastil
Las comunidades dispersas comenzaron a interrelacionar entre sí cuando a fines del siglo XX se desarrolló en la quebrada del Toro el Programa Social Agropecuario del Gobierno nacional. Ese programa reunió a representantes de las comunidades indígenas en el Encuentro zonal de representantes de comunidades de la quebrada del Toro, que generó una relación entre las comunidades.
Las reuniones continuaron en El Alfarcito hasta que el Consejo Indígena del Pueblo de Tastil fue formalmente constituido en 2007. Cada una de las comunidades envía un delegado al Consejo, cuya sede se halla en Gobernador Manuel Solá, en donde se encuentra la Comunidad Aborigen Quebrada del Toro. El pueblo tastil ha sido reconocido por el Instituto Nacional de Asuntos Indígenas (INAI) en 2008, pero a diciembre de 2010 no había sido aún reconocido como pueblo separado del kolla por el Instituto Provincial de Pueblos Indígenas de Salta (IPPIS). 
En el censo 2001 y la Encuesta Complementaria de Pueblos Indígenas 2004-2005 el pueblo tastil fue incluido dentro del pueblo kolla.